# سامي رشدان
سامي رشدان (30 ديسمبر 1975 -)، ممثل بحريني.

## مسيرته
ظهر نشاطه في مجال المسلسلات والمسرح، يعتبر من أفضل الممثلين من ناحية الأداء والرقيّ في التقديم، كما أنه من الكوميديين البحرينيين المعروفين في البحرين والخليج العربي.

## أعماله

### في التلفزيون
1. تالي العمر 1998
2. آخر الرجال 1999
3. سرور 1999
4. نيران 2002
5. هدوء وعواصف 2004
6. دروب 2005
7. القناص 2006
8. أكون أو لا (مسلسل) 2012
9. لو باقي ليلة (مسلسل) 2012
10. برايحنا 2013
11. كان في كل زمان 2017
12. ليل البنادر
13. عويشه
14. الزقوم

### في المسرح
1. بيت خاص جداً
2. نار ياحبيبي نار
3. مواطن آيل للسقوط
4. مواطن قليل الدسم
5. ربع المكدة
6. في بيتنا حريقة
7. مافيا سكراب
8. مافيا سكراب 2
9. مافيا سكراب 3
10. هذا الميدان يا حميدان
11. يا أني يا بطه
12. يا أني يابطة 2
13. خال الكلفس[2]